# Julius Abel (Komponist)

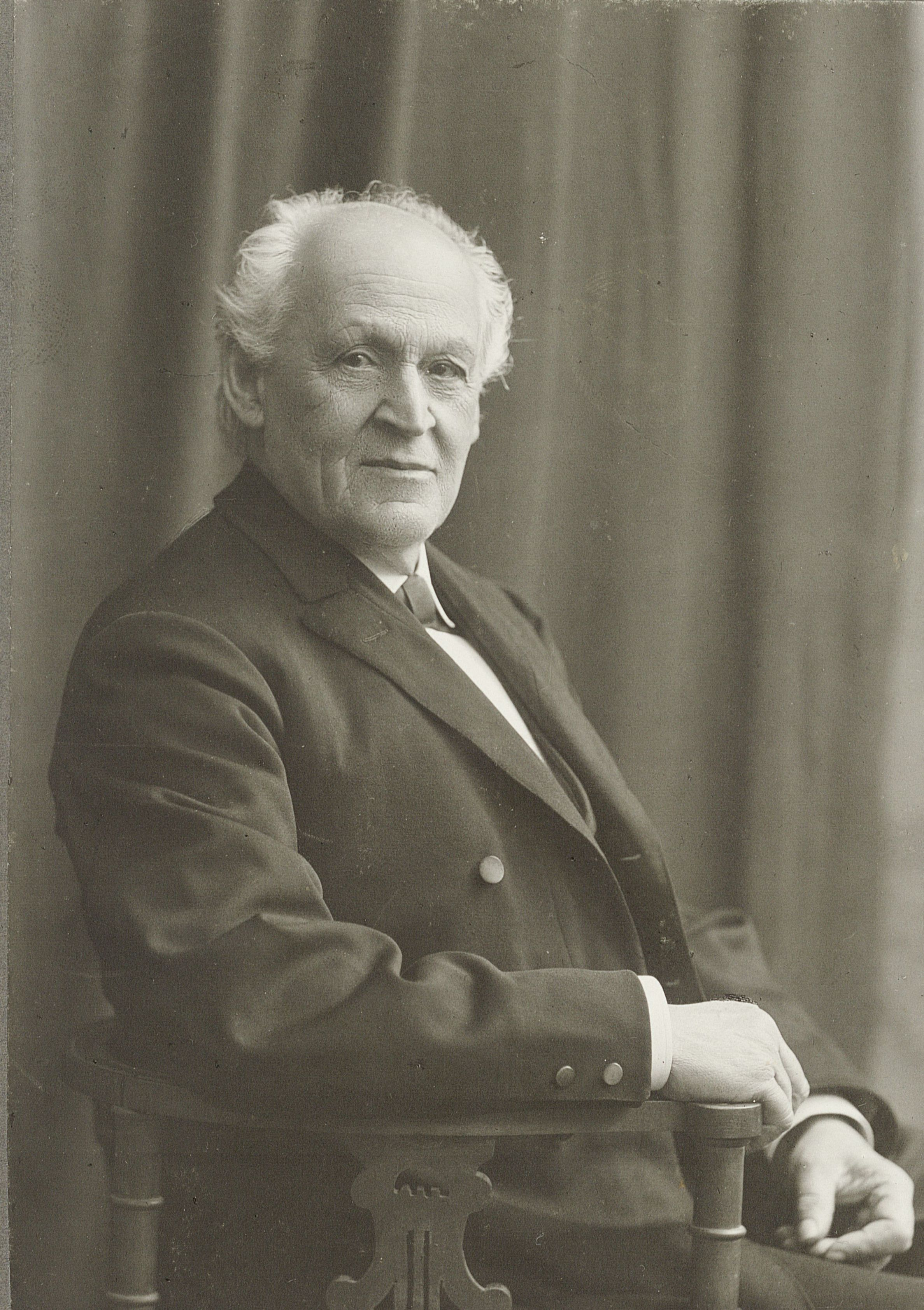
Julius Abel, fotografiert von Wilhelm Boppel

Julius Abel (* 31. Juli 1833 in Ottenhausen; † 1928 in Waiblingen) war ein deutscher Komponist und Pfarrer.

## Leben
Julius Abel studierte in Tübingen und erwarb den Grad eines Magister. Hier sang er noch unter der Leitung Friedrich Silchers. Seit 1852 war er Mitglied der Studentenverbindung Tübinger Königsgesellschaft Roigel.  1868 kam er als Pfarrer nach Dörzbach, 1881 nach Schwäbisch Gmünd und 1883 als evangelischer Stadtpfarrer nach Waiblingen. 1905 wurde er pensioniert. Sein Großvater Jacob Abel war Professor an der Karlsschule und mit Friedrich Schiller befreundet. Er war im Vorstand des Württembergischen  Evangelischen Kirchengesangvereins und gab die Jahresberichte des Württembergischen  Evangelischen Kirchengesangvereins heraus. Er war ein Ritter des Ordens der Württembergischen Krone und Ritter 1. Klasse des Friedrichs-Ordens. Als Pensionär wohnte er in Waiblingen.

## Werke (Auswahl)
Julius hat sich große Verdienste um die württembergischen Kirchengesangsvereine erworben, vor allem durch von ihm herausgegebenen Chorsammlungen. Er wurde bekannt, durch die von ihm komponierten geistlichen Lieder und Chöre.
Lieder und Chöre
- Ade, du goldne Zeit, du heller Sonnenstrahl,
- Der Herr ist mein Hirte, mir wird nichts mangeln, Text: nach Psalm 23
- Es muß geschieden sein, Heimat ade, 1870
- Es singt ein Vöglein wit wit wit, Text: Karl Philipp Conz
- Es steht eine mächtige Linde, wie ragen die Aste so weit. Text: Auguste Kurs (1810/1815–1892)
- Feldeinwärts zog ein Vögelein. Text: Ludwig Tieck
- Gott sei mir gnädig nach Deiner Güte. Text: aus Psalm 51
- Herr, bleibe bei uns. Chorsatz zu vier Stimmen RISM ID: 1001210567 RISM ID: 1001194779 Fassung für Männerchor RISM ID: 1001036767 1988 eingespielt vom Collegium vocale, Kantorei in der Selbständigen Evangelisch-Lutherischen Kirche (SELK), unter der Leitung von Hans-Hermann Buyken
- Ich hebe meine Augen auf zu den Bergen. Text: nach Psalm 121
- Komm, holder Lenz. Text: van Swieten, Bearbeitung des Chores aus Die Jahreszeiten von Joseph Haydn, publiziert 1994 im Carus-Verlag
- Nun falten wir die Hände zum Abendlied. (volksliederarchiv.de PDF).
- O sel’ge Nacht. Text: Otto Emil Schott [1831–1901] (volksliederarchiv.de PDF).
- So nimm denn meine Hände. Text: Julie Hausmann, Satz von Julius Abel nach der Melodie von Friedrich Silcher, publiziert 1990 im Carus-Verlag
- Wer steht an meinem Bettelein. In: Großheppacher Liederbuch. 1947.
- Wer unter dem Schirm des Höchsten sitzet.

Sammlungen
- Fünfzig Lieder Für Dreistimmigen Frauenchor. 1918. Da in den Kirchenchören nach dem I. Weltkrieg ein großer Mangel an Männerstimmen herrschte, gab Abel 1918 diese Sammlung für drei Frauen- oder Kinderstimmen heraus. 1919 folgte auf Grund der großen Nachfrage eine überarbeitete zweite Auflage. (archive.org).